# Roncaro
Roncaro è un comune italiano di 1 573 abitanti della provincia di Pavia in Lombardia. Si trova nel Pavese centro-orientale, nella pianura tra l'Olona e il Lambro meridionale.

## Storia
Appare come Runcure o Runcore in documenti del XII secolo. Le sue terre erano proprietà di vari monasteri di Pavia e in particolare di quello di San Tommaso; dal 1475 fece parte del feudo di Vistarino, di cui erano signori i Giorgi di Pavia. Fece parte della Campagna Sottana di Pavia.

## Amministrazione
Segue un elenco dei sindaci di Roncaro dal 1995 ad oggi.
| Periodo        | Periodo        | Primo cittadino    | Partito      | Carica  | Note |
| -------------- | -------------- | ------------------ | ------------ | ------- | ---- |
| 23 aprile 1995 | 12 giugno 2004 | Pier Mario Bianchi | Lista civica | Sindaco |      |
| 13 giugno 2004 | 6 giugno 2009  | Gianmario Sordi    | Lista civica | Sindaco |      |
| 7 giugno 2009  | 24 maggio 2014 | Pier Mario Bianchi | Lista civica | Sindaco |      |
| 25 maggio 2014 | 9 giugno 2024  | Benedetto D'Amata  | Lista civica | Sindaco |      |
| 10 giugno 2024 | oggi           | Elisabetta Furnari | Lista civica | Sindaco |      |

### Gemellaggi
- Héricourt-en-Caux[6][7]